# 墨脱树萝卜
墨脱树萝卜（学名：Agapetes medogensis）为杜鹃花科树萝卜属下的一个种。主要分布在中国西藏，附生灌木，高30-40厘米；老枝圆柱形，灰黑色，具皮孔，直径约3毫米，幼枝有棱，黄棕色，无毛。